# ベネ・エフライム
ベネ・エフライム（Bene Ephraim）とは、テルグ語を話す、インドの少数派ユダヤ人のこと。インドのユダヤ人の中でも、コーチン・ユダヤ人やパラデシームやブネイ・メナシェとは別の集団で、テルグ・ユダヤ人とも呼ばれる。
古代からユダヤ教を信仰していたが、19世紀初頭、インドに渡った宣教師の影響でキリスト教への改宗者を出した。
1981年までに50家族がユダヤ教の信仰とヘブライ語を守り続け、世界のユダヤ人コミュニティからの承認を求めていた。
何よりもまずヘブライ語を（単なる祈祷の言語ではなく）日常語として使用する風潮が強い。このため、彼らの話すテルグ語はユダヤ・テルグ語と認められる状態にまで発展していない。
ベネ・エフライムは、国外の複数のラビから訪問を受けている。しかしながら、ブネイ・メナシェとは異なり、未だ正式のユダヤ人としてラビの承認を得るには至っていない。